# Västra Hjärtsjön
Västra Hjärtsjön är en sjö i Karlshamns kommun i Blekinge och ingår i Bräkneån-Mieåns kustområde. Sjön är 11 meter djup, har en yta på 0,114 kvadratkilometer och befinner sig 93,3 meter över havet. Västra Hjärtsjön ligger i Hjärtsjömåla Natura 2000-område.

## Delavrinningsområde
Västra Hjärtsjön ingår i det delavrinningsområde (624578-144776) som SMHI kallar för Utloppet av Västra Hjärtsjön. Medelhöjden är 99 meter över havet och ytan är 1,09 kvadratkilometer. Det finns inga avrinningsområden uppströms utan avrinningsområdet är högsta punkten. Vattendraget som avvattnar avrinningsområdet har biflödesordning 3, vilket innebär att vattnet flödar genom totalt 3 vattendrag innan det når havet efter 25 kilometer. Avrinningsområdet består mestadels av skog (88 %). Avrinningsområdet har 0,11 kvadratkilometer vattenytor vilket ger det en sjöprocent på 10,4 %.